# Институт по сексология
Институтът по сексология (на немски: Institut für Sexualwissenschaft) е първият изследователски институт по сексология в света, основан през 1919 г. в Германия и съществувал до 1933 г., когато е унищожен от нацистите. Институтът функционира като фондация с нестопанска цел със седалище в Тиргартен, Берлин.
Институтът се оглавява от Магнус Хиршфелд, който от 1897 г. ръководи Научно-хуманитарния комитет (на немски: Wissenschaftlich-humanitäres Komitee) – организация, която провежда кампании на прогресивно и рационално разбиране за правата на ЛГБТ хората и толерантност към тях. В продължение на години Комитетът публикува списанието „Годишник за етапите на сексуалността“ (на немски: Jahrbuch für sexuelle Zwischenstufen).

## Основаване и цели
Институтът по сексология е основан от Магнус Хиршфелд и неговите сътрудници Артур Кронфелд, известен психотерапевт и впоследствие професор в Шарите, и Фридрих Вертхайм, дерматолог. Институтът е открит на 6 юли 1919 г. Сградата, разположена в квартал Тиргартен, е закупена от Хиршфелд от правителството на Свободната държава Прусия след Първата световна война. Съседна сграда е закупена през 1921 г., разширявайки пространството на института.
Институтът е пионер в изследването и лечението на различни въпроси, свързани с пола и сексуалността, включително по теми относно хомосексуални, транссексуални и интерсексуални хора. Хиршфелд създава в Института уникална библиотека по въпросите на пола, еднополовата любов и еротиката. Освен че е изследователска библиотека и разполага с голям архив, Институтът включва също така медицински, психологически и етноложки отдели, както и кабинет за брачни и сексуални консултации. В допълнение предлага на широката общественост и различни други услуги, включително лечение на алкохолизъм, гинекологични прегледи, лечение на венерически болести и достъп до контрацепция. Обучения по много от тези въпроси се предлагат както на здравни специалисти, така и на неспециалисти.
Други съоръжения в института включват музей за сексуални артефакти, стаи за медицински прегледи и лекционна зала. Институтът провежда около 18 000 консултации за 3500 души през първата си година. Клиентите често получават съвети безплатно. По-бедните посетители също се лекуват безплатно. Според Хиршфелд през първата година са проведени около 1250 лекции. Върху сградата е изписана фразата per scientiam ad justitiam (от латински: „чрез наука към справедливост“). Това е личното мото на Хиршфелд, както и лозунгът на Научно-хуманитарния комитет.
Институтът е финансиран от фондация „Магнус Хиршфелд“, благотворителна организация, която от своя страна е финансирана от частни дарения. Заедно с Магнус Хиршфелд, редица други специалисти работят в Института в различни периоди.

## По време на нацизма
От началото на 20-те години на ХХ век Хиршфелд става мишена на крайната десница в Германия, включително на нацистката партия. Той е физически нападан по време на множество инциденти, включително инцидент в Мюнхен на 4 октомври 1920 г., при който е тежко ранен. Deutschnationale Jugendzeitung, националистически вестник, коментира, че е „жалко“, че Хиршфелд не е починал. При друг инцидент във Виена той е прострелян. До 1929 г. честите нападения от страна на нацистите затрудняват Хиршфелд да продължи с публичните си изяви. През февруари 1929 г. на първа страница на „Щюрмер“ се появява негова карикатура; нацистката партия атакува еврейския му произход, както и теориите му за секса, пола и сексуалността.
През 1933 г. архивите на института стават жертва на изгарянията на книги от нацистите в Берлин. След като нацистите поемат контрола над Германия през 30-те години на XIX век, институтът и неговите библиотеки са унищожени от младежки бригади като част от програмата за цензура на нацисткото правителство.
В края на февруари 1933 г., когато влиянието на Ернст Рьом отслабва, нацистката партия започва прочистване на гей (тогава известни като хомофилски ) клубове в Берлин, забранява секс публикациите и забранява организираните гей групи. В резултат на това много хора бягат от Германия . През март 1933 г. Кърт Хилър, адвокат, свързан с института, е изпратен в концентрационен лагер, където е измъчван, въпреки че по-късно бяга от Германия и оцелява във войната.

На 6 май 1933 г., докато Хиршфелд е в Аскона, Швейцария, Германския студенски съюз, студенската организация на нацистката партия, извършва организирана атака срещу Института по сексология. Духов оркестър ги придружава при пристигането им сутринта. След като проникват в сградата, студентите разрушават голяма част от това, което се намира вътре, и изнасят десетки хиляди предмети – включително произведения на автори, включени в черния списък в Нацистка Германия. След това лидерът на студентите изнася реч пред института, а студентите пеят песента на Хорст Весел. Предполага се, че Дора Рихтер (първият известен човек, подложен на пълна операция за смяна на пола от мъжки към женски) може би е убита при тази или при последваща атака срещу института. Членове на Щурмабтайлунг (SA) се появяват по-късно през деня, за да продължат да плячкосват института.
Четири дни по-късно остатаналото от библиотеката и архива на института е публично изнесено и изгорено на улицата на Оперния площад от членове на SA заедно със студентите. Върху огъня е поставен бронзов бюст на Хиршфелд, изнесен от института. Според една оценка са унищожени между 12 000 и 20 000 книги и списания и още по-голям брой изображения и предмети. Според друга оценка са унищожени около 25 000 книги. Сред тях са художествени произведения, редки медицински и антропологични документи, както и диаграми на случаи на интерсексуалност, които са били подготвяни за Международния медицински конгрес, и др. Колекция от трудове за сексуалността, подобна на тази, съхранявана в Института по сексология, е повторно създадена едва през 1947 година при основаването на Института „Кинси“.
Освен книгите от Института по сексология са изгорени и книги на еврейски писатели и пацифисти като Ерих Мария Ремарк, които са изнесени от местните обществени библиотеки, книжарници и Хумболтовия университет. По време на изгарянето на книгите Йозеф Гьобелс държи политическа реч пред тълпа от около 40 000 души. Лидерите на Германския студентски съюз обявяват свои собствени списъци на произведения за изгаряне.
Бронзовият бюст на Хиршфелд оцелява. Уличен чистач го намира и прибира в деня след опожаряването, а след края на Втората световна война е дарен на Берлинската академия на изкуствата. Съобщава се също, че са били пощадени от унищожаването голяма колекция от биопсихогични въпросници, отнасящи се до изследванията на Хиршфелд върху хомосексуалността. Нацистите са били уверени, че това са обикновени анамнези. Малка част от тях обаче са възстановени след войната.
Скоро след нападенията, едно вестникарско заглавие във вестник обявява „негерманския дух“ на Института и той е закрит. Нацистите поемат контрола над сградите за свои цели. Унищожаването на института предшества по-широка кампания срещу сексуалната реформа и контрацепцията, които се възприемат като заплаха за раждаемостта в Германия.
Докато мнозина бягат в изгнание, радикалният активист Адолф Бранд се задържа в Германия в продължение на пет месеца след изгарянето на книгите, но през ноември 1933 г. се отказва от гей активизма. На 28 юни 1934 г. Хитлер провежда чистка на хомосексуалните мъже в редиците на SA, като организира избиването им в Нощта на дългите ножове. Това е последвано от по-строги закони срещу хомосексуалността и арестуване на хомосексуални мъже.
Десетки хиляди арестувани в крайна сметка попадат в концентрационните лагери; много от тях загиват. Сред тях са и някои от служителите на института, като например Август Бесунгер. Карл Гизе се самоубива през 1938 г., когато германците нахлуват в Чехословакия; неговият наследник, адвокатът Карл Файн, е убит през 1942 г. по време на депортация. Артур Кронфелд и Феликс Абрахам също се самоубиват. Някои оцеляват, като бягат от Германия. Сред тях са Бернд Гьотц, Лудвиг Леви-Ленц, Бернард Шапиро и Макс Ходан.
Шепа служители на института остават в него по време на нацисткото управление; Фридрих Хауптщайн, Артур Рьозер и Евалд Лауш дори стават сътрудници на нацистите. Има съмнения, че са били шпиони. Хелене Хелинг, наемателка и рецепционистка, става симпатизант на нацистите след нападението и обитава сградата известно време след него. Въпреки това сградите на института са разрушени от бомбардировки до 1944 г. и са сринати изцяло в средата на 50-те години на XIX век.
Хиршфелд се опитва да възстанови института в Париж под името Френски институт по сексология, но го разпуска през 1934 г., след като не успява да набере популярност. Премества се в Ница и умира във Франция през 1935 г.

## След Втората световна война
Уставът на Института предвижда, че в случай на прекратяването му всички активи на фондация „Магнус Хиршфелд“ да бъдат дарени на Хумболтовия университет в Берлин. Хиршфелд също пише лично завещание, докато е в изгнание в Париж, оставяйки всички останали активи на своите ученици и наследници Карл Гизе и Ли Шиу Тонг (Тао Ли), за да продължат работата му. Нито една от разпоредбите обаче не е изпълнена. Западногерманските съдилища постановяват, че разпускането на фондацията и изземването на имущество от нацистите през 1934 г. е законно. Западногерманският законодател запазва също така нацистките поправки към параграф 175 от германския Наказателен кодекс, в резултат на което е невъзможно оцелели хомосексуалисти да поискат реституция за разрушения културен център.
Ли Шиу Тонг живее в Швейцария и Съединените щати до 1956 г., но доколкото е известно, той не се опитва да продължи работата на Хиршфелд.
През 1973 г. в университета във Франкфурт на Майн е открит нов Институт за сексуална наука (директор: Фолкмар Сигуш), а през 1996 г. – в Хумболтовия университет в Берлин.